# Liste von Geburtshäusern berühmter Personen
Geburtshäuser berühmter Personen sind sowohl unter touristischen und kulturellen als auch unter historischen und heimatgeschichtlichen Aspekten Anziehungspunkte und Sehenswürdigkeiten.
In nachfolgender Liste können Geburtshäuser berühmter Personen gelistet werden, wenn das Haus
- in der Öffentlichkeit den Namen der darin geborenen Persönlichkeit trägt;
- ein auf diese Person oder deren Wirken ausgerichtetes Museum beherbergt;
- im späteren Wirken der Person eine Rolle spielt, zum Beispiel literarische Verarbeitung, Atelier
- zumindest durch einen öffentlich wahrnehmbaren Hinweis als solches kenntlich ist, zum Beispiel durch ein Schild mit Hier wurde … geboren.

Um noch als „Geburtshaus“ zu gelten, müssen:
- zumindest noch Gebäudeteile des eigentlichen Geburtshauses stehen;
- ein Denkmal oder eine Gedenktafel explizit an das Geburtshaus erinnern, zum Beispiel durch Schild An dieser Stelle stand das Geburtshaus von ….

Derartige Geburtshäuser gibt es unter anderem in folgenden Orten (Auswahl):
| Ort                    | Staat          | Haus                                                                               | Erbaut                                                                                            | Geborene Person                        | Geburtsjahr | Bild                    |
| ---------------------- | -------------- | ---------------------------------------------------------------------------------- | ------------------------------------------------------------------------------------------------- | -------------------------------------- | ----------- | ----------------------- |
| Achstetten             | Deutschland    | Wielands Geburtshaus                                                               |                                                                                                   | Christoph Martin Wieland               | 1773        |                         |
| Amersfoort             | Niederlande    | Mondriaanhuis                                                                      |                                                                                                   | Piet Mondrian                          | 1872        |                         |
| Anchiano               | Italien        | Casa natale di Leonardo da Vinci                                                   | 1452 oder früher                                                                                  | Leonardo da Vinci                      | 1452        |                         |
| Arolsen                | Deutschland    | Rauch-Gedenkstätte (Geburtshaus)                                                   |                                                                                                   | Christian Daniel Rauch                 | 1777        |                         |
| Aschaffenburg          | Deutschland    | KirchnerHAUS                                                                       | 1861                                                                                              | Ernst Ludwig Kirchner                  | 1880        |                         |
| Augsburg               | Deutschland    | Brechthaus                                                                         |                                                                                                   | Bertolt Brecht                         | 1898        |                         |
| Augsburg               | Deutschland    | Mozarthaus Augsburg                                                                |                                                                                                   | Leopold Mozart                         | 1719        |                         |
| Bad Driburg, Alhausen  | Deutschland    | Friedrich-Wilhelm-Weber-Geburtshaus                                                | 1793                                                                                              | Friedrich Wilhelm Weber                | 1813        |                         |
| Bad Köstritz           | Deutschland    | Heinrich-Schütz-Haus (Bad Köstritz)                                                |                                                                                                   | Heinrich Schütz                        | 1585        |                         |
| Barczewo               | Polen          | Feliks-Nowowiejski-Museum                                                          | 19. Jahrhundert (später aufgestockt)                                                              | Feliks Nowowiejski                     | 1877        |                         |
| Basel                  | Schweiz        | Haus zum Ehrengut (Haus zum Kopf, Hebelhaus)                                       | 15./16. Jahrhundert (heutiges Haus)                                                               | Johann Peter Hebel                     | 1760        |                         |
| Berlin-Mitte           | Deutschland    | Palais Wrangel                                                                     |                                                                                                   | Achim von Arnim                        | 1781        |                         |
| Berlin                 | Deutschland    |                                                                                    |                                                                                                   | Alexander von Humboldt                 | 1769        |                         |
| Bonn                   | Deutschland    | Beethoven-Haus                                                                     |                                                                                                   | Ludwig van Beethoven                   | 1770        |                         |
| Bordenau               | Deutschland    |                                                                                    |                                                                                                   | Gerhard von Scharnhorst                | 1755        |                         |
| Braunau am Inn         | Österreich     | Adolf-Hitler-Geburtshaus                                                           | 17. Jahrhundert, spätestens                                                                       | Adolf Hitler                           | 1889        |                         |
| Bretten                | Deutschland    | Melanchthonhaus (Bretten)                                                          |                                                                                                   | Philipp Melanchthon                    | 1497        |                         |
| Budapest               | Ungarn         | Semmelweis-Museum für Medizingeschichte                                            |                                                                                                   | Ignaz Semmelweis                       | 1818        |                         |
| Calw                   | Deutschland    |                                                                                    |                                                                                                   | Hermann Hesse                          | 1877        |                         |
| Detmold                | Deutschland    | Grabbe-Haus                                                                        | 1752–1754                                                                                         | Christian Dietrich Grabbe              | 1801        |                         |
| Düsseldorf             | Deutschland    | Heine Haus                                                                         | 17. Jahrhundert                                                                                   | Heinrich Heine                         | 1797        |                         |
| Eisenach               | Deutschland    | Bachhaus Eisenach                                                                  |                                                                                                   | Johann Sebastian Bach                  | 1685        |                         |
| Eisleben               | Deutschland    | Martin Luthers Geburtshaus                                                         | 15. Jahrhundert, spätestens                                                                       | Martin Luther                          | 1483        |                         |
| Eschershausen          | Deutschland    |                                                                                    |                                                                                                   | Otto Elster                            | 1852        |                         |
| Eschershausen          | Deutschland    |                                                                                    | 1828                                                                                              | Wilhelm Raabe                          | 1831        |                         |
| Esslingen am Neckar    | Deutschland    |                                                                                    |                                                                                                   | Ferdinand von Hochstetter              | 1829        |                         |
| Eutin                  | Deutschland    |                                                                                    |                                                                                                   | Carl Maria von Weber                   | 1786        |                         |
| Florenz                | Italien        | Palazzo Pitti                                                                      |                                                                                                   | Ludwig Salvator von Österreich-Toskana | 1847        |                         |
| Frankfurt am Main      | Deutschland    | Goethe-Haus                                                                        | 1755/56, auf den Mauern des Vorgängerbaus                                                         | Johann Wolfgang Goethe                 | 1749        |                         |
| Garding                | Deutschland    | Theodor-Mommsen-Gedächtnis                                                         |                                                                                                   | Theodor Mommsen                        | 1817        |                         |
| Gera                   | Deutschland    | Otto-Dix-Haus                                                                      |                                                                                                   | Otto Dix                               | 1891        |                         |
| Groß Schoritz          | Deutschland    |                                                                                    |                                                                                                   | Ernst Moritz Arndt                     | 1769        |                         |
| Gunzenhausen           | Deutschland    | Kirchenplatz 1                                                                     | bezeichnet 1574                                                                                   | Wilhelm Stählin                        | 1883        |                         |
| Halle (Saale)          | Deutschland    | Händel-Haus                                                                        | 1558, spätestens                                                                                  | Georg Friedrich Händel                 | 1685        |                         |
| Hasselfelde            | Deutschland    |                                                                                    |                                                                                                   | Hermann Blumenau                       | 1819        |                         |
| Havixbeck              | Deutschland    | Burg Hülshoff                                                                      |                                                                                                   | Annette von Droste-Hülshoff            | 1797        |                         |
| Heide (Holstein)       | Deutschland    | Klaus-Groth-Museum                                                                 |                                                                                                   | Klaus Groth                            | 1819        |                         |
| Heilbronn              | Deutschland    | Rosenapotheke (1944 zerstört)                                                      |                                                                                                   | Julius Robert von Mayer                | 1814        |                         |
| Herford                | Deutschland    | Frühherrenhaus                                                                     | 1591                                                                                              | Otto Weddigen                          | 1882        | Herford 2009-12-16 (88) |
| Höchstadt an der Aisch | Deutschland    | Spix-Museum                                                                        |                                                                                                   | Johann Baptist von Spix                | 1781        |                         |
| Hohenstein-Ernstthal   | Deutschland    | Karl-May-Haus                                                                      |                                                                                                   | Karl May                               | 1842        |                         |
| Husum                  | Deutschland    |                                                                                    |                                                                                                   | Theodor Storm                          | 1817        |                         |
| Kamenz                 | Deutschland    | Lessing-Museum                                                                     |                                                                                                   | Gotthold Ephraim Lessing               | 1729        |                         |
| Karlstad               | Schweden       | Gustav Frödings Geburtshaus                                                        | 1760                                                                                              | Gustav Fröding                         | 1860        |                         |
| Kirchheim unter Teck   | Deutschland    | Max-Eyth-Haus                                                                      | 1540                                                                                              | Max Eyth                               | 1836        |                         |
| Klingenmünster         | Deutschland    | August-Becker-Museum                                                               |                                                                                                   | August Becker                          | 1828        |                         |
| Koblenz                | Deutschland    | Mutter-Beethoven-Haus                                                              |                                                                                                   | Maria Magdalena Keverich               | 1746        |                         |
| Koblenz                | Deutschland    | Haus Metternich                                                                    | 1674                                                                                              | Klemens Wenzel Lothar von Metternich   | 1773        |                         |
| Krakau                 | Polen          | Jan-Matejko-Haus                                                                   | 16. Jahrhundert                                                                                   | Jan Matejko                            | 1838        |                         |
| Kranichfeld            | Deutschland    |                                                                                    |                                                                                                   | Rudolf Baumbach                        | 1840        |                         |
| Kreenheinstetten       | Deutschland    |                                                                                    |                                                                                                   | Abraham a Sancta Clara                 | 1644        |                         |
| Landau in der Pfalz    | Deutschland    |                                                                                    |                                                                                                   | Konrad Krez                            | 1828        |                         |
| Landau in der Pfalz    | Deutschland    |                                                                                    |                                                                                                   | Thomas Nast                            | 1840        |                         |
| Langenburg             | Deutschland    | Carl-Julius-Weber-Geburtshaus                                                      |                                                                                                   | Karl Julius Weber                      | 1767        |                         |
| Langewiesen            | Deutschland    |                                                                                    |                                                                                                   | Wilhelm Heinse                         | 1746        |                         |
| Leipzig                | Deutschland    | Richard Wagners Geburtshaus                                                        | 1656, spätestens                                                                                  | Richard Wagner                         | 1813        |                         |
| Linz                   | Österreich     |                                                                                    |                                                                                                   | Richard Tauber                         | 1891        |                         |
| Lubowitz               | Polen          | Oberschlesisches Eichendorff-Kultur- und Begegnungszentrum                         |                                                                                                   | Joseph von Eichendorff                 | 1788        |                         |
| Ludwigsburg            | Deutschland    |                                                                                    |                                                                                                   | Justinus Kerner                        | 1786        |                         |
| Ludwigsburg            | Deutschland    |                                                                                    |                                                                                                   | Eduard Mörike                          | 1804        |                         |
| Ludwigsburg            | Deutschland    |                                                                                    |                                                                                                   | Tony Schumacher                        | 1848        |                         |
| Ludwigsburg            | Deutschland    |                                                                                    |                                                                                                   | David Friedrich Strauß                 | 1808        |                         |
| Ludwigsburg            | Deutschland    |                                                                                    |                                                                                                   | Friedrich Theodor Vischer              | 1807        |                         |
| Mansfeld               | Deutschland    |                                                                                    |                                                                                                   | Franz Wilhelm Junghuhn                 | 1809        |                         |
| Marbach                | Deutschland    |                                                                                    |                                                                                                   | Tobias Mayer                           | 1723        |                         |
| Marbach                | Deutschland    | Schillers Geburtshaus                                                              |                                                                                                   | Friedrich Schiller                     | 1759        |                         |
| Marktl                 | Deutschland    | Papst Benedikts XVI. Geburtshaus                                                   |                                                                                                   | Benedikt XVI.                          | 1927        |                         |
| Mettmann               | Deutschland    | Gut Heresbach                                                                      |                                                                                                   | Konrad Heresbach                       | 1496        |                         |
| Molmerswende           | Deutschland    |                                                                                    |                                                                                                   | Gottfried August Bürger                | 1747        |                         |
| München                | Deutschland    | Zeppelinstraße 41 (München)                                                        | 1851                                                                                              | Karl Valentin                          | 1882        |                         |
| Münsingen              | Deutschland    | Erzbergers Geburtshaus                                                             |                                                                                                   | Matthias Erzberger                     | 1875        |                         |
| Neuhaus am Rennweg     | Deutschland    | Museum Geißlerhaus                                                                 |                                                                                                   | Heinrich Geißler                       | 1814        |                         |
| New York City          | USA            | Home of Franklin D. Roosevelt National Historic Site                               | 1800, um (Mittelteil)                                                                             | Franklin D. Roosevelt                  | 1882        |                         |
| Oberdreis              | Deutschland    |                                                                                    |                                                                                                   | Paul Deussen                           | 1845        |                         |
| Obersontheim           | Deutschland    |                                                                                    |                                                                                                   | Christian Friedrich Daniel Schubart    | 1739        |                         |
| Odense                 | Dänemark       | Andersens Geburtshaus (wahrscheinlich)                                             |                                                                                                   | Hans Christian Andersen                | 1805        | ¨                       |
| Osnabrück              | Deutschland    |                                                                                    |                                                                                                   | Justus Möser                           | 1720        |                         |
| Passau                 | Deutschland    |                                                                                    |                                                                                                   | Ludwig Schmidseder                     | 1904        |                         |
| Pöchlarn               | Österreich     | Kokoschka-Haus                                                                     |                                                                                                   | Oskar Kokoschka                        | 1886        |                         |
| Porto                  | Portugal       | Garretts Geburtshaus                                                               |                                                                                                   | Almeida Garrett                        | 1799        |                         |
| Příbor                 | Tschechien     |                                                                                    |                                                                                                   | Sigmund Freud                          | 1856        |                         |
| Quedlinburg            | Deutschland    | GutsMuths-Haus                                                                     | 1750, um                                                                                          | Johann Christoph Friedrich GutsMuths   | 1759        |                         |
| Quedlinburg            | Deutschland    | Klopstockhaus                                                                      | 1560, um                                                                                          | Friedrich Gottlieb Klopstock           | 1724        |                         |
| Radebeul               | Deutschland    | Landhaus Christian Gottlieb Ziller                                                 | 1834                                                                                              | Ernst Ziller, Moritz Ziller            | 1837/38     |                         |
| Raiding                | Österreich     | Franz-Liszt-Geburtshaus                                                            | 1587                                                                                              | Franz Liszt                            | 1811        |                         |
| Remscheid-Lennep       | Deutschland    | Geburtshaus Wilhelm Conrad Röntgen                                                 | ca. 1780                                                                                          | Wilhelm Conrad Röntgen                 | 1845        |                         |
| Riedstadt-Goddelau     | Deutschland    | Büchnerhaus                                                                        | 1665                                                                                              | Georg Büchner                          | 1813        |                         |
| Röcken                 | Deutschland    |                                                                                    |                                                                                                   | Friedrich Nietzsche                    | 1844        |                         |
| Salzburg               | Österreich     |                                                                                    |                                                                                                   | Wolfgang Amadeus Mozart                | 1756        |                         |
| Schnait                | Deutschland    |                                                                                    |                                                                                                   | Friedrich Silcher                      | 1789        |                         |
| Schorndorf             | Deutschland    |                                                                                    |                                                                                                   | Gottlieb Daimler                       | 1834        |                         |
| Schrobenhausen         | Deutschland    | Lenbachmuseum                                                                      | 1823                                                                                              | Franz von Lenbach                      | 1836        |                         |
| Stavenhagen            | Deutschland    | Fritz-Reuter-Literaturmuseum                                                       |                                                                                                   | Fritz Reuter                           | 1810        |                         |
| Stendal                | Deutschland    | Winckelmann-Museum                                                                 |                                                                                                   | Johann Joachim Winckelmann             | 1717        |                         |
| Stralsund              | Deutschland    | Scheelehaus (Stralsund)                                                            | 14. Jahrhundert                                                                                   | Carl Wilhelm Scheele                   | 1742        |                         |
| Stratford-upon-Avon    | Großbritannien |                                                                                    |                                                                                                   | William Shakespeare                    | 1564        |                         |
| Stuttgart              | Deutschland    | Hegelhaus                                                                          |                                                                                                   | Georg Wilhelm Friedrich Hegel          | 1770        |                         |
| Stuttgart              | Deutschland    | Neues Schloss                                                                      |                                                                                                   | Richard von Weizsäcker                 | 1920        |                         |
| Suwałki                | Polen          | Maria-Konopnicka-Museum                                                            | 1826–1827                                                                                         | Maria Konopnicka                       | 1842        |                         |
| Tampico                | USA            | Geburtshaus von Ronald Reagan                                                      | 1896                                                                                              | Ronald Reagan                          | 1911        |                         |
| Texingtal              | Österreich     | Dollfuß-Geburtshaus                                                                |                                                                                                   | Engelbert Dollfuß                      | 1892        |                         |
| Thessaloniki           | Griechenland   | Atatürks Geburtshaus                                                               | 1870, spätestens                                                                                  | Kemal Atatürk                          | 1881        |                         |
| Thorn                  | Polen          | Kopernikus-Haus                                                                    | 15. Jh.                                                                                           | Nikolaus Kopernikus                    | 1473        |                         |
| Trier                  | Deutschland    | Karl-Marx-Haus                                                                     | 1727                                                                                              | Karl Marx                              | 1818        |                         |
| Tübingen               | Deutschland    |                                                                                    |                                                                                                   | Ludwig Uhland                          | 1787        |                         |
| Tuszów Narodowy        | Polen          | General-Sikorski-Geburtshaus-Museum, ehemals Schulhaus mit der Wohnung des Lehrers | 1869                                                                                              | Władysław Sikorski                     | 1881        |                         |
| Überlingen             | Deutschland    | Suso-Haus                                                                          |                                                                                                   | Heinrich Seuse                         | 1295        |                         |
| Vaihingen an der Enz   | Deutschland    |                                                                                    | nach 1693                                                                                         | Karl Gerok                             | 1815        |                         |
| Wadowice               | Polen          | Haus ul. Kościelna 7, Museum Elternhaus des Johannes Paul II                       | 2. Hälfte des 19. Jh.                                                                             | Karol Wojtyła (Johannes Paul II)       | 1920        |                         |
| Warschau               | Polen          | Haus Łyszkiewicz, ul. Freta 16, Maria-Curie-Skłodowska-Museum Warschau             | 18. Jh. unter Nutzung älterer Bauteile, Umbau und Aufstockung 1791, Wiederaufbau 1935 und 1951–54 | Maria Skłodowska (Marie Curie)         | 1867        |                         |
| Wedel                  | Deutschland    | Ernst-Barlach-Haus                                                                 |                                                                                                   | Ernst Barlach                          | 1870        |                         |
| Weil der Stadt         | Deutschland    | Kepler-Museum Weil der Stadt                                                       |                                                                                                   | Johannes Kepler                        | 1571        |                         |
| Wesel-Lackhausen       | Deutschland    | Gut Bossigt („Haus Duden“)                                                         | 1767                                                                                              | Konrad Duden                           | 1829        |                         |
| Wetzlar                | Deutschland    | Lottehaus                                                                          |                                                                                                   | Charlotte Buff                         | 1753        |                         |
| Wiedensahl             | Deutschland    |                                                                                    |                                                                                                   | Wilhelm Busch                          | 1832        |                         |
| Wiehe                  | Deutschland    |                                                                                    |                                                                                                   | Leopold von Ranke                      | 1795        |                         |
| Wolfsburg              | Deutschland    | Heinrich-Büssing-Haus                                                              |                                                                                                   | Heinrich Büssing                       | 1843        |                         |
| Wolgast                | Deutschland    | Rungehaus                                                                          |                                                                                                   | Philipp Otto Runge                     | 1777        |                         |
| Wuppertal-Elberfeld    | Deutschland    | Wohnhaus Funkstraße 55                                                             |                                                                                                   | Hans Knappertsbusch                    | 1888        |                         |
| Wuppertal-Elberfeld    | Deutschland    | Villa Simons                                                                       |                                                                                                   | Walter Simons                          | 1861        |                         |
| Wuppertal-Ronsdorf     | Deutschland    | Villa Carnap                                                                       | 1890                                                                                              | Rudolf Carnap                          | 1891        |                         |
| Wuppertal-Barmen       | Deutschland    | Haus 1943 zerstört, Friedrich-Engels-Gedenkstein am ehemaligen Standort            |                                                                                                   | Friedrich Engels                       | 1820        |                         |
| Wuppertal-Barmen       | Deutschland    | Engels-Haus                                                                        | 1775                                                                                              | Friedrich Engels Sen.                  | 1796        |                         |
| Wuppertal-Vohwinkel    | Deutschland    | Wohnhaus Schöllerweg 8                                                             |                                                                                                   | Johann Friedrich Benzenberg            | 1777        |                         |
| Wurzen                 | Deutschland    | Ringelnatzhaus                                                                     | 1511, erste Nachweise                                                                             | Joachim Ringelnatz                     | 1883        |                         |
| Zamość                 | Polen          | Haus ul. Staszica 37                                                               | 16./17. Jahrhundert                                                                               | Rosa Luxemburg                         | 1871        |                         |
| Zduńska Wola           | Polen          | Maximilian-Kolbe-Geburtshaus-Museum                                                | 19. Jahrhundert / Rekonstruktion 1991–1993                                                        | Rajmund (Maximilian Maria) Kolbe       | 1894        |                         |
| Żelazowa Wola          | Polen          | Chopin-Geburtshaus-Museum                                                          | ca. 1800                                                                                          | Frédéric Chopin                        | 1809        |                         |
| Zürich                 | Schweiz        |                                                                                    |                                                                                                   | Gottfried Keller                       | 1819        |                         |
| Zwickau                | Deutschland    | Robert-Schumann-Haus                                                               | 1450, spätestens                                                                                  | Robert Schumann                        | 1810        |                         |